# Kotî, Radîvîliv
Kotî (în ucraineană Коти) este un sat în comuna Sîtne din raionul Radîvîliv, regiunea Rivne, Ucraina.

## Demografie
Componența lingvistică a localității Kotî
     Ucraineană (100%)
Conform recensământului din 2001, toată populația localității Kotî era vorbitoare de ucraineană (100%).